# 左宝贵衣冠冢
左宝贵衣冠冢，位于山东省临沂市平邑县地方镇，是中华人民共和国山东省文物保护单位之一。
2006年12月7日，授予山东省文物保护单位，是一座古墓葬。